# Hans Adalbert Schlettow

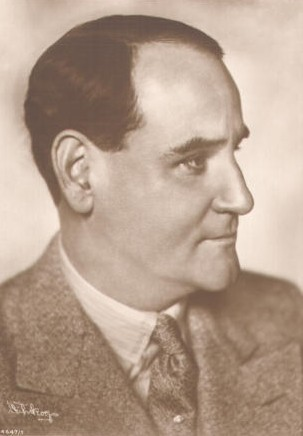
Hans Adalbert Schlettow auf einer Fotografie von Minya Diez-Dührkoop

Hans Adalbert Schlettow, gebürtig Hans Adelbert Droescher (* 11. Juni 1888 in Frankfurt am Main; † 30. April 1945 in Berlin), war ein deutscher Schauspieler.

## Leben
Er begann seine Laufbahn als Volontär unter seinem richtigen Namen 1908 am Schauspielhaus Frankfurt. Dann kam er nach Barmen und war später von 1915 bis 1919 am Hoftheater Mannheim engagiert. 1920 trat er ein Engagement am Phantastischen Theater in Berlin-Charlottenburg an.
Unter dem Künstlernamen „Schlettow“, mehrmals auch „von Schlettow“, spielte er zwischen 1916 und 1945 in etwa 150 deutschen Filmen. Anfangs vor allem als Liebhaber eingesetzt, unter anderem in der Titelrolle des Don Juan 1922, wurde er allmählich zum Darsteller finsterer Gestalten wie dem Satan in Hiob, Hagen von Tronje in Die Nibelungen, Verbrecher in Asphalt und eines Mörders in Therese Raquin.
Ab der Tonfilmzeit war er anfangs noch in Hauptrollen zu sehen wie in Der tolle Bomberg und Der Jäger aus Kurpfalz, später wurde er Nebendarsteller. 1940 verkörperte er den Winnetou-Gegenspieler Santer bei den Karl-May-Spielen in Werder.
Schlettow gehörte schon vor der „Machtergreifung“ der Nationalsozialisten dem völkisch gesinnten, antisemitischen Kampfbund für deutsche Kultur und der NS-Betriebszellen-Organisation an. In der Zeit des Nationalsozialismus galt er bei Kollegen als Denunziant. In der Endphase des Zweiten Weltkriegs nahm ihn Joseph Goebbels im August 1944 in die Gottbegnadeten-Liste der wichtigsten Filmschauspieler auf, was ihn von einem Kriegseinsatz, auch an der Heimatfront bewahren sollte. Schlettow starb jedoch kurz vor Kriegsende während der Schlacht um Berlin.
Droescher/Schlettow war zweimal verheiratet. Beide Ehen wurden geschieden. Sein Grab befindet sich auf dem Bergfriedhof in Berchtesgaden.

## Filmografie (Auswahl)
- 1916: Die Gespensterstunde
- 1917: Wenn das Herz in Haß erglüht
- 1918: Hiob
- 1919: Der Tod aus dem Osten
- 1919: Im Schatten des Glücks
- 1919: Komtesse Dolly
- 1920: Algol – Tragödie der Macht
- 1920: Brigantenliebe
- 1921: Die goldene Pest
- 1921: Am Webstuhl der Zeit
- 1921: Tobias Buntschuh
- 1922: Dr. Mabuse, der Spieler (2 Teile)
- 1922: Don Juan
- 1922: Das Liebesnest
- 1922: Der Todesreigen
- 1922: Die geheimnisvollen Piraten
- 1922/24: Die Nibelungen (2 Teile)
- 1924: Ist das Leben nicht wunderschön? (Isn't Life Wonderful?)
- 1924: Die Fahrt ins Verderben
- 1924: Im Namen des Kaisers
- 1924: Malva
- 1925: Wenn die Liebe nicht wär'!
- 1925: Schiff in Not
- 1925: Friesenblut
- 1926: Die letzte Droschke von Berlin
- 1926: In Treue stark
- 1926: Die Flammen lügen
- 1926: Spitzen
- 1927: Brennende Grenze
- 1927: Die Frauengasse von Algier
- 1927: Das gefährliche Alter
- 1927: Die Frau mit dem Weltrekord
- 1927: Der letzte Walzer
- 1927: Klettermaxe
- 1927: Mein Heidelberg, ich kann Dich nie vergessen!
- 1927: Kleinstadtsünder
- 1927/28: Königin Luise (2 Teile)
- 1928: Schmutziges Geld
- 1928: Therese Raquin
- 1928: Schuldig
- 1928: Wolga-Wolga
- 1929: Asphalt
- 1929: Diane
- 1929: Die Siebzehnjährigen
- 1929: Das Recht der Ungeborenen
- 1929: Heilige oder Dirne
- 1929: Hingabe
- 1929: Achtung! — Kriminalpolizei!
- 1930: Bockbierfest
- 1930: Das Donkosakenlied
- 1930: Ein Mädel von der Reeperbahn
- 1930: Troika
- 1930: Die große Sehnsucht
- 1930: Der unsterbliche Lump
- 1930: Es kommt alle Tage vor…
- 1931: Gefahren der Liebe
- 1931: Der Schlemihl
- 1931: Kennst Du das Land
- 1931: Die nackte Wahrheit
- 1931: Mitternachtsliebe
- 1932: An heiligen Wassern
- 1932: Der tolle Bomberg
- 1932: Ja, treu ist die Soldatenliebe
- 1932: Chauffeur Antoinette
- 1932: Geheimnis des blauen Zimmers
- 1932: Marschall Vorwärts
- 1933: Der Choral von Leuthen
- 1933: Flüchtlinge
- 1933: Ein gewisser Herr Gran
- 1933: Der Jäger aus Kurpfalz
- 1933: Der Page vom Dalmasse-Hotel
- 1933: Die Nacht im Forsthaus
- 1934: Du bist entzückend, Rosmarie!
- 1934: Ich sing' mich in dein Herz hinein
- 1934: Ein Mädchen mit Prokura
- 1934: Nur nicht weich werden, Susanne!
- 1934: Schloß Hubertus
- 1934: Alte Kameraden
- 1934: Zimmermädchen … Dreimal klingeln
- 1934: Ferien vom Ich
- 1934: Konjunkturritter
- 1934: Regine
- 1935: Liselotte von der Pfalz
- 1935: Leichte Kavallerie
- 1935: Familie Schimek
- 1935: Liebesleute
- 1935: Hundert Tage
- 1936: Der Jäger von Fall
- 1936: Schloß Vogelöd
- 1936: Stjenka Rasin
- 1936: Kater Lampe
- 1936: Der Favorit der Kaiserin
- 1937: Die gelbe Flagge
- 1937: Das Schweigen im Walde
- 1937: Das schöne Fräulein Schragg
- 1937: Mit versiegelter Order
- 1938: Andalusische Nächte
- 1938: Frauen für Golden Hill
- 1938: Scheidungsreise
- 1938: Der Skarabäus
- 1938: War es der im 3. Stock?
- 1938: Gastspiel im Paradies
- 1938: Kleiner Mann – ganz groß
- 1938: Yvette
- 1939: Grenzfeuer
- 1939: Kongo-Express
- 1939: Menschen vom Varieté
- 1939: Schneider Wibbel
- 1939: Anton der Letzte
- 1939: Waldrausch
- 1940: Die Geierwally
- 1940: Die Rothschilds
- 1940: Wunschkonzert
- 1940: Zwischen Hamburg und Haiti
- 1940: Links der Isar – rechts der Spree
- 1941: Ohm Krüger
- 1941: Heimaterde
- 1942: Viel Lärm um Nixi
- 1943: Die große Nummer
- 1943: Gefährtin meines Sommers
- 1943/47: Jugendliebe
- 1944: Warum lügst Du, Elisabeth?
- 1944: Melusine
- 1944/48: Ein Mann gehört ins Haus
- 1944/50: Die Kreuzlschreiber